# Revue canadienne de zoologie
La Revue canadienne de zoologie ou Canadian Journal of Zoology est une revue scientifique mensuelle à comité de lecture qui émane du département de biologie, de l'Université York. Elle a été fondée en 1929. Elle publie des articles dans le domaine de la zoologie dont l'éthologie, la biochimie, physiologie, la biologie du développement, l'écologie, la génétique, la morphologie et structure fine, la parasitologie, les pathologies, la systématique et l'évolution. Les textes sont publiés en anglais.
Les rédacteurs en chef sont Saber Saleuddin et Brock Fenton.

## Comité de rédaction
- A. Angerbjörn (Stockholm
- C. Audet (Rimouski)
- S.M. Bower (Nanaimo)
- R.V. Cartar (Calgary)
- S. Farley (Anchorage)
- A.P. Farrell (Vancouver)
- M. Festa-Bianchet (Sherbrooke)
- T. Franz-Odendaal (Halifax)
- D.M. Gillis (Winnipeg)
- G. Goss (Edmonton)
- D.M. Green (Montréal)
- H. Guderley (Québec)
- A. Hall (St Andrew)
- G. Jones (Bristol)
- J. Kieffer (Saint John)
- G. Lambert (Friday Harbor)
- A.B. Lange (Mississauga)
- O. Matsushima (Hiroshima)
- J.H. Myers (Vancouver)
- L. Packer (Toronto)
- P. Ribeiro (Sainte-Anne-de-Bellevue)
- A.L. Rypstra (Oxford, Ohio)
- R. Shine (Sydney)
- A.R.E. Sinclair (Vancouver)
- I. Stirling (Edmonton)
- B.J.M. Stutchbury (Toronto)
- L.J. Vitt (Norman)